# Jean-Louis Garot
Pour les articles homonymes, voir Garot.
Jean-Louis Garot, né le 29 mai 1916 à Alençon et mort à Paris le 13 avril 1990, est un militaire et résistant français, compagnon de la Libération. Saint-Cyrien n'acceptant pas la défaite de 1940, il se rallie à la France libre et passe dans l'aviation. Il s'illustre comme pilote de bombardier pendant la seconde guerre mondiale puis continue sa carrière dans l'Armée de l'air après le conflit. Travaillant pour les états-majors français ou ceux de l'OTAN, il termine sa carrière militaire avec les étoiles de général de corps aérien.

## Biographie

### Jeunesse et engagement
Fils d'un fonctionnaire du ministère des colonies, Jean-Louis Garot naît le 29 mai 1916 à Alençon. Après ses études secondaires, il intègre le Prytanée national militaire en 1935 et prépare Saint-Cyr où il entre en 1936 dans la promotion "Soldat inconnu" où il a pour camarade Alain de Boissieu. Sorti de l'école en 1938, il se destine à être affecté dans les troupes coloniales mais une grave tuberculose le contraint à être mis en congé pendant deux ans.

### Seconde Guerre mondiale
N'ayant pas pu combattre lors de la bataille de France du fait de sa convalescence, Jean-Louis Garot n'accepte pas la défaite. Entendant l'appel du général de Gaulle en juin 1940, il embarque à Granville avec l'intention de rejoindre l'Angleterre via les îles Chausey et Jersey, amenant avec lui une vingtaine de française et un soldat anglais. Débarqué à Southampton le 26 juin, il s'engage aussitôt dans les forces françaises libres et est affecté au bataillon de chasseurs de Camberley où il est chargé de l'instruction des élèves-officiers. Désireux de devenir pilote, il obtient sa mutation dans les forces aériennes françaises libres et intègre en 1941 les écoles de pilotage de la Royal Air Force en Angleterre et au Canada. En 1943, il obtient son brevet de pilotage sur bimoteur. De retour en Grande-Bretagne, il est affecté au groupe de bombardement Lorraine. Promu capitaine, il conduit un grand nombre de missions de nuit à la tête de formations de six ou douze appareils et s'illustre à de nombreuses reprises, notamment le 24 février 1944 lorsqu'il réussi à mener à bien sa mission malgré une forte défense antiaérienne et alors que son avion a été endommagé et son navigateur blessé.
Prenant le commandement de l'escadrille Nancy du groupe Lorraine du 1er mai au 15 juin 1944, il participe à la préparation et à l'exécution du débarquement de Normandie. Il se distingue par ses attaques menées à basse altitude en dépit de l'artillerie ennemie. De nouveau commandant de Nancy entre juillet et novembre, il effectue désormais des missions de jour sur l'Angleterre et la France à la tête de formations d'une vingtaine d'avions. Engagé dans l'appui aérien de l'opération Market Garden, il s'y illustre à nouveau par la précision de ses bombardements. Il suit ensuite le groupe Lorraine dans la bataille des Ardennes et l'invasion de l'Allemagne. Il termine la guerre en ayant effectué 75 missions de combat.

### Après-guerre
Après un stage au Staff College de la Royal Air Force, il est promu commandant et prend la tête du groupe Lorraine de 1945 à 1947. Il est ensuite affecté à l'état-major de la base aérienne 152 d'Agadir au Maroc puis à la section des opérations de l'état-major de l'Armée de l'air. En 1949, promu lieutenant-colonel, il prend le commandement de la 33e escadre de reconnaissance jusqu'en 1951. Stagiaire à l'École supérieure de guerre en 1952, il sort major de sa promotion et devient chef du bureau des plans de l'état-major de la défense aérienne. En 1957, il suit les cours du collège de défense de l'OTAN puis de 1958 à 1960, il fait partie de l'état-major du SHAPE. Par la suite directeur de la sécurité militaire, il est parallèlement auditeur au centre des hautes études militaires et à l'institut des hautes études de Défense nationale.
Commandant de la zone sud de la défense aérienne de 1961 à 1963, il est nommé général de brigade aérienne durant cette période. En 1964, il recommence à travailler pour l'OTAN en tant que chef d'état-major adjoint à la logistique et administrateur des forces aérienne de la région centre-Europe. Il est ensuite, de 1964 à 1966, chef de la division doctrines et plans du SHAPE. En 1966, il part pour les États-Unis pour y être attaché militaire auprès de l'ambassade de France. Promu général de division aérienne en 1967, il revient en France en 1969 pour devenir inspecteur des armements nucléaires. Il est promu général de corps aérien en 1970 et placé en 2e section des officiers généraux en 1973.
De retour dans la vie civile, il est engagé chez Europ Assistance dont il devient le directeur de l'assistance médicale aérienne pendant deux ans. En 1974, il entre chez Total où il est ingénieur juriste jusqu'à sa retraite en 1982.
Jean-Louis Garot meurt le 13 avril 1990 à Paris et est inhumé au cimetière du Père-Lachaise,.

## Décorations
|  |  |  |
|  |  |  |
|  |  |  |

| Grand officier de la Légion d'honneur    | Grand officier de la Légion d'honneur    | Grand officier de la Légion d'honneur    | Compagnon de la Libération                      | Compagnon de la Libération                      | Compagnon de la Libération                      | Croix de guerre 1939-1945  | Croix de guerre 1939-1945  | Croix de guerre 1939-1945  |
| Médaille des évadés                      | Médaille des évadés                      | Médaille des évadés                      | Croix du combattant volontaire de la Résistance | Croix du combattant volontaire de la Résistance | Croix du combattant volontaire de la Résistance | Médaille de l'Aéronautique | Médaille de l'Aéronautique | Médaille de l'Aéronautique |
| Distinguished Flying Cross (Royaume-Uni) | Distinguished Flying Cross (Royaume-Uni) | Distinguished Flying Cross (Royaume-Uni) | Distinguished Flying Cross (États-Unis)         | Distinguished Flying Cross (États-Unis)         | Distinguished Flying Cross (États-Unis)         | Air Medal (États-Unis)     | Air Medal (États-Unis)     | Air Medal (États-Unis)     |